# Pedro Camejo
Pedro Felipe Camejo, även känd som Negro Primero ("Den första svarta"), född 1790, död 1821, var en venezuelansk soldat som kämpade med den kungliga armén och senare med självständighetsarmén under det venezuelanska självständighetskriget, och nådde graden av löjtnant. Smeknamnet Negro Primero var inspirerat av hans tapperhet och skicklighet i att hantera spjut, och för att han alltid var i första anfallslinjen på slagfältet. Det tillskrivs också att han varit den enda svarta officeren i Simón Bolívars armé.